# Xbox Cloud Gaming

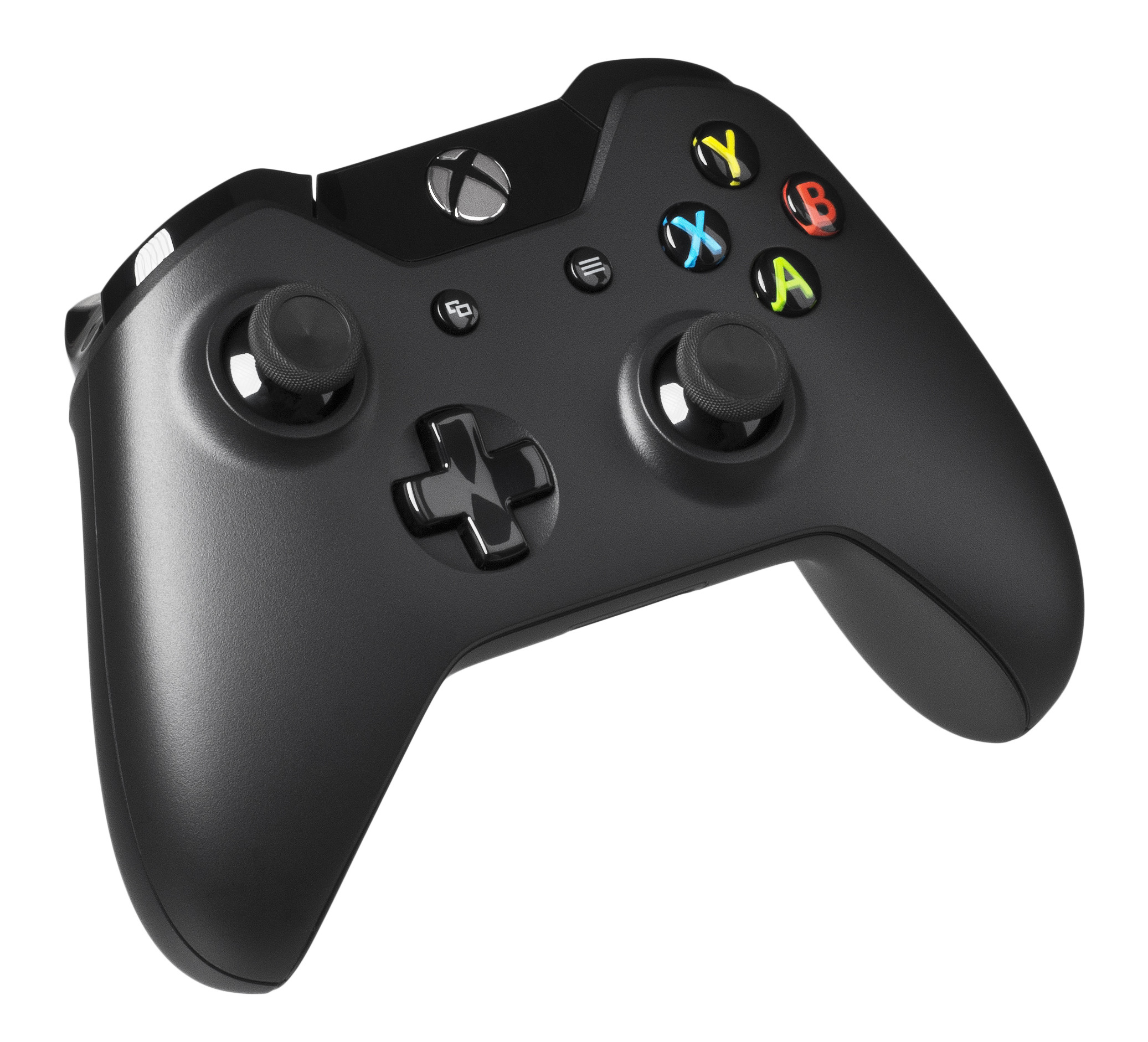
Xbox Wireless Controller

Xbox Cloud Gaming, ofta marknadsfört som xCloud, är en prenumerationsbaserad streamingtjänst för molnbaserat spelande från Microsoft. Tjänsten gör det möjligt för användare att spela högkvalitativa videospel direkt från molnet, utan krav på kraftfull lokal hårdvara. Xbox Cloud Gaming är integrerat i Xbox Game Pass Ultimate och bygger på Microsoft Azure, som omfattar servrar i över 140 länder.

## Funktioner och plattformar
Xbox Cloud Gaming är utformad för att fungera på en mängd olika enheter, inklusive stationära datorer, mobiltelefoner, surfplattor och Xbox-konsoler. En banbrytande utveckling från 2025 är tjänstens stöd för äldre Xbox-konsoler, som Xbox 360, vilket gör det möjligt för användare att spela moderna spel via molnet på äldre hårdvara.
Dessutom kan tjänsten användas direkt på vissa smarta TV-apparater och mediespelare, utan behov av en konsol eller dator, tack vare inbyggda appar och stöd för Bluetooth-kontroller.
På mobila enheter kan spelare välja mellan pekskärmskontroller och en ansluten Xbox-kontroll via Bluetooth. För att optimera upplevelsen på mobila plattformar erbjuder tjänsten ett växande bibliotek av spel som är anpassade för pekskärmskontroller.

## Lansering och expansion
Xbox Cloud Gaming lanserades i betaversion i oktober 2019 och officiellt i november samma år, med ett startbibliotek på 50 spel. Sedan dess har tjänsten vuxit markant och erbjuder idag hundratals spel, inklusive exklusiva titlar från Microsofts egna spelstudios.

## Fördelar gentemot konkurrenter
Microsoft positionerar Xbox Cloud Gaming som en stark konkurrent till andra molnspeltjänster som Amazon Luna och Nvidia GeForce Now. Företaget framhäver tjänstens omfattande spelbibliotek, som inkluderar populära Xbox Game Studios-titlar, samt den sömlösa integreringen med Xbox Game Pass.
Tack vare avancerad molnteknik kan spelen spelas med minimal fördröjning och hög upplösning, förutsatt att användaren har en stabil internetanslutning. Denna tekniska styrka ger tjänsten en betydande fördel gentemot många konkurrenter.

## Framtidsutsikter
Med den ständiga utvecklingen av streamingteknik och allt snabbare internetuppkopplingar förväntas Xbox Cloud Gaming fortsätta att växa i popularitet. Microsoft planerar att ytterligare bredda tjänstens tillgänglighet, bland annat genom att utöka stödet till fler plattformar och enheter, inklusive via webbläsare och nya generationer av TV-apparater.
Xbox Cloud Gaming är en central del av Microsofts vision att göra högkvalitativ spelupplevelse tillgänglig för en bredare publik, oberoende av hårdvarubegränsningar.

## Nästa generation av Xbox-konsol
Microsoft har meddelat att nästa generation av Xbox-konsoler inte kommer att lanseras i Europa. Företaget väljer istället att fokusera sina resurser på att expandera och förbättra sitt molnbaserade speltjänstekosystem.

Den strategiska satsningen signalerar ett långsiktigt åtagande från Microsoft att forma framtiden för spelindustrin genom att prioritera cloud gaming över traditionell konsolutveckling.